# نشان ۲۸ مرداد
نشان ۲۸ مرداد (Order of 28th Mordad) یکی از نشان‌های افتخار در ایران است.

## شرایط احراز
طبق آیین‌نامه به افسران و دانشجویان و هم ردیفان بازنشسته قسمت‌های مختلف ارتش شاهنشاهی که در تمام نقاط کشور، در کودتای ۲۸ مرداد سال ۱۳۳۲ شرکت کرده یا فعالیتی نموده بودند، در صورت تشخیص وزارت جنگ اعطاء می‌گردید. این نشان برای یک نوبت و مطلقاً به مناسبت این کودتا اعطاء گردید و در قبال هیچ نوع خدمات دیگری اعطاء نشد.

## طراحی
روی این نشان یادبودی دایره ای شکل مطلّا: وسط: نقش برجسته و طلایی نیم رخ چپ محمدرضا پهلوی؛ بالا: تاج پهلوی؛ اطراف: دو شاخه برگ هلالی شکل که در پایین بوسیله روبانی به هم متصل شده‌اند؛ مدال توسط حلقه ای از قسمت تاج به روبان آویزان شده‌است.